# Le Sserafim
Le Sserafim (koreanisch 르세라핌; stilisiert LE SSERAFIM) ist eine südkoreanische Girlgroup der vierten K-Pop-Generation, die 2022 von Source Music gegründet wurde. Ursprünglich eine sechsköpfige Gruppe, verließ Kim Garam im Juli 2022 die Gruppe. Le Sserafim besteht aus fünf Mitgliedern: Kim Chaewon, Sakura, Huh Yunjin, Kazuha und Hong Eunchae. Die Girlgroup debütierte am 2. Mai 2022 mit dem Mini-Album Fearless. Der offizielle Fanclub-Name lautet Fearnot.

## Geschichte

### Aktivitäten vor dem Debüt
Sakura gab im Jahr 2011 ihr Schauspieldebüt im Film „Ano Hito Ano Hi“ und trat im selben Jahr der japanischen Idolgruppe HKT48 als Auszubildende der ersten Generation bei. Sie wurde 2012 Vollmitglied des HKT48 Team H und 2014 ins HKT48 Team KIV versetzt. Nach zehn Jahren verließ Sakura die Gruppe offiziell am 27. Juni 2021.
Sakura, Chaewon und Yunjin nahmen 2018 an der Reality-Show Produce 48 teil. Yunjin vertrat Pledis Entertainment, während Chaewon Woollim Entertainment vertrat. Nachdem Sakura und Chaewon den zweiten bzw. zehnten Platz belegt hatten, wurden sie in die endgültige Besetzung der Projekt-Girlgroup IZ*ONE berufen, der sie bis zur Auflösung am 29. April 2021 angehörten. Yunjin schied in der elften Folge aus und belegte den 26. Platz.
Bevor Kazuha der neuen Gruppe Le Sserafim beitrat, war sie eine professionelle Ballerina und wurde während ihres Studiums in den Niederlanden entdeckt.

### 2022: Debüt mitFearless, Garam’s Ausstieg undAntifragile

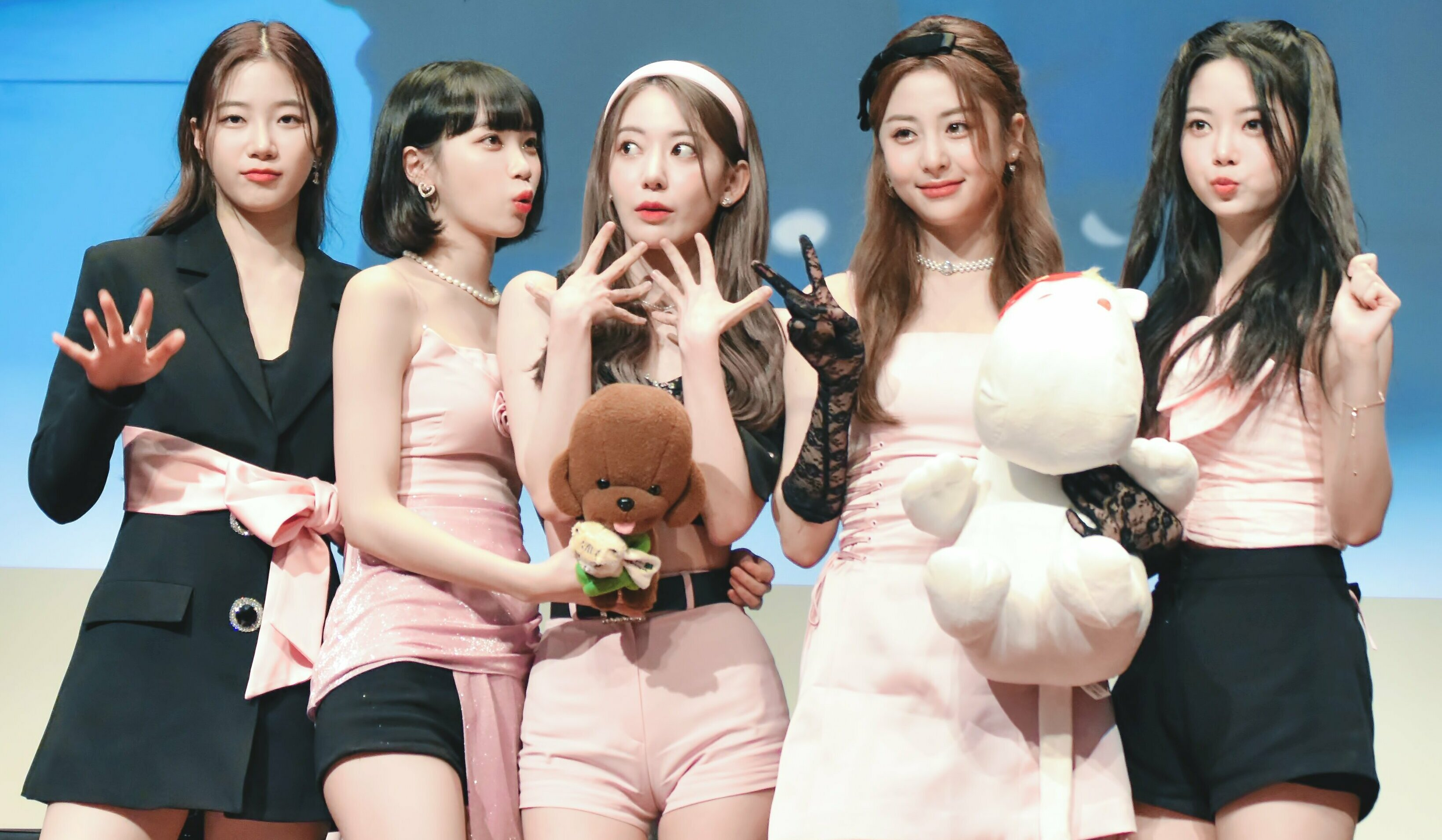
Le Sserafim im Juni 2022
L-R: Kazuha, Kim Chaewon, Sakura, Huh Yunjin, Hong Eunchae

Der Gruppenname Le Sserafim ist ein Anagramm des Satzes „I‘m Fearless“ und bedeutet „Selbstvertrauen und einen starken Willen, ohne Angst voranzukommen ohne sich vom Blick der Welt beeinflussen zu lassen“. Eine weitere Bedeutung ist der Bezug auf die himmlischen sechsflügeligen Fabelwesen Seraphim.
Am 14. März 2022 gab Source Music (Label der Hybe-Corporation-Gruppe) bekannt, dass sie eine neue Girlgroup gründen würde, deren erste Mitglieder Sakura und Kim Chaewon seien. Am 21. März bestätigte Source Music, dass die Gruppe im Mai 2022 offiziell debütieren würde. Die Mitglieder wurden vom 4. bis 9. April in Teasern für „The First Moment of Le Sserafim“ in der Reihenfolge Sakura, Kim Garam, Hong Eunchae, Kim Chaewon, Kazuha und Huh Yunjin vorgestellt. Am 13. April gab Source Music bekannt, dass Le Sserafim ihre Debüt-EP Fearless am 2. Mai veröffentlichen würde. Das Musikvideo Fearless wurde am 2. Mai auf YouTube veröffentlicht. Die Vorbestellungen für das Album überstiegen 270.000 bzw. 380.000 Exemplare innerhalb von sieben bzw. sechzehn Tagen.
Am Tag seiner Veröffentlichung verkaufte sich das Album Fearless mehr als 175.000 Mal. Am 10. Mai 2022, acht Tage nach ihrem Debüt, erzielte die Gruppe ihren ersten Sieg bei der Musikshow „The Show“.
Am 20. Mai erklärte Source Music aufgrund zunehmender Mobbing-Vorwürfe gegen Kim Garam sowie anstehender Ermittlungen, dass Kim Garam eine vorübergehende Pause einlegen und Le Sserafim vorerst als fünfköpfige Gruppe operieren würde. Ihr Vertrag wurde am 20. Juli dauerhaft aufgelöst.
Le Sserafim veröffentlichte ihr zweites Mini-Album Antifragile und das zugehörige Musikvideo am 17. Oktober. Es war ihre erste Veröffentlichung mit fünf Mitgliedern, nachdem Kim Garam die Gruppe verlassen hatte. Das Album erreichte Platz 14 der Billboard 200, was Le Sserafim zur schnellsten K-Pop-Girlgroup machte, die in den Charts debütierte. Am 24. November veröffentlichte Hybe Corporation einen Webtoon namens „Crimson Heart“ auf der Plattform Webtoon, der auf der Botschaft der Gruppe basiert, „ohne Angst voranzukommen“.

### 2023: Japanisches Debüt,Unforgiven, Flame Rises undPerfect Night
Am 25. Januar 2023 debütierte Le Sserafim in Japan mit der Veröffentlichung des japanischen Single-Albums Fearless. Es enthielt japanische Versionen von Fearless und Blue Flame sowie den japanischen Song Choices. Choices diente als Titelsong für das japanische Drama „3000 Yen: How to Enrich Life“.
Am 16. März berichtete Source Music, dass Anfang Mai ein Comeback von Le Sserafim erfolgen würde. Am 3. April kündigte die Gruppe ihr erstes Studioalbum Unforgiven an, das am 1. Mai zusammen mit dem gleichnamigen Musikvideo veröffentlicht wurde.
Im Juni wurde bekannt gegeben, dass die Gruppe ab August auf ihre erste Tournee „Flame Rises“ gehen würde.
Am 25. Juli veröffentlichte die Gruppe ihren zweiten japanischen Originalsong Jewelry aus ihrer zweiten japanischen Single Unforgiven. Die Single, die am 23. August veröffentlicht wurde, enthielt auch japanische Versionen von Unforgiven und Antifragile.
Die Tournee „Flame Rises“ startete am 12. und 13. August im Jamsil Indoor Gymnasium in Seoul. Für diese Konzerte waren alle Karten innerhalb von 8 Minuten nach dem Verkaufsstart ausverkauft, insgesamt 10.500 Zuschauer erlebten die beiden Konzerte. Die Tournee ging weiter am 23. und 24. August in der Nippon Gaishi Hall in Nagoya, am 30. und 31. August im Yoyogi National Gymnasium in Tokio, am 6. und 7. September in der Ōsaka-jō Hall in Osaka, am 30. September und 1. Oktober in der AsiaWorld-Expo in Hongkong und endete am 3. Oktober in der Jakarta International Expo in Jakarta.
Am 12. Oktober kündigte Source Music an, dass die Gruppe ihre erste englischsprachige digitale Single Perfect Night und das zugehörige Musikvideo am 27. Oktober veröffentlichen würde. Die Single entstand in Zusammenarbeit mit Blizzard Entertainment, die das Videospiel „Overwatch 2“ entwickelt hatte und Perfect Night zur Werbung für das Videospiel einsetzte. In diesem Zusammenhang fand vom 1. bis zum 20. November ein In-Game-Event statt, bei dem Kosmetika und Spielmodi im Fokus der Gruppe standen. Am 4. November trat die Gruppe auf der BlizzCon auf. Am 19. November veröffentlichte die Gruppe den Song Dresscode, der als Titelsong für die Live-Action-Fernsehserie „Sexy Tanaka-san“ der japanischen Nippon Television, einer Adaption der gleichnamigen Manga-Serie, diente.

### 2024:Easy,Smart, Coachella, Fan Meeting undCrazy
Am 22. Januar 2024 wurde bestätigt, dass Le Sserafim ihr drittes Mini-Album Easy und das zugehörige Musikvideo am 19. Februar veröffentlichen würde. Die englische Version der gleichnamigen Leadsingle wurde am 23. Februar veröffentlicht.
Die zweite Single-Auskopplung Smart aus dem dritten Mini-Album erschien zusammen mit dem Musikvideo Smart am 5. März. Das Remix-Album Smart wurde am 22. März veröffentlicht.
Am 15. April trat die Gruppe bei Coachella auf, wo sie den neuen Song 1-800-Hot-N-Fun vorstellte. Ende Juni bestätigte Source Music, dass für Ende August ein Comeback geplant sei.
Von Mai bis Juli unternahm Le Sserafim ihre Fan-Meeting-Tour „LE SSERAFIM FAN MEETING FEARNADA 2024 S/S“. Die Tour begann in Seoul und führte in die japanischen Städte Hyogo, Aichi, Kanagawa und Fukuoka.
Am 10. Juli kündigte das Grammy Museum in Los Angeles an, dass im August 2024 eine spezielle K-Pop-Ausstellung stattfinden würde, in der die Accessoires und Original-Outfits von Künstlern der Hybe Corporation gezeigt würden, darunter Illit, Le Sserafim, Fromis 9 und BTS.
Am 5. August wurde bekannt gegeben, dass Le Sserafim am 30. August ihr viertes Mini-Album Crazy sowie das gleichnamige Musikvideo veröffentlichen würde. Die englische Version und verschiedene Remixe der gleichnamigen Lead-Single, darunter eine Zusammenarbeit mit dem amerikanischen Künstler Dashaun Wesley, wurden ab dem 2. September veröffentlicht. Am 4. September wurde ein Crazy-Remix mit der englischen Sängerin PinkPantheress veröffentlicht, gefolgt von einem weiteren Crazy-Remix mit David Guetta am 9. September. Am 11. September performten Le Sserafim bei ihren allerersten „MTV Video Music Awards“ Crazy und 1-800-Hot-N-Fun und gewannen den Performance of the Year Award für Easy.
Am 18. Oktober kündigte Le Sserafim an, ihr drittes japanisches Single-Album Crazy würde am 11. Dezember erscheinen.
Bei den MTV Europe Music Awards am 10. November performte die Girlgroup Chasing Lightning sowie Crazy und gewann den Best Push Award (Performance of the Year) für Crazy.
Am 12. November erschien Star Signs und das zugehörige YouTube-Musikvideo als Vorab-Song für die am 11. Dezember veröffentlichte japanische Single Crazy.

### 2025:Hot, Easy Crazy Hot undDifferent
Am 17. Februar 2025 wurde bekanntgegeben, dass das fünfte Mini-Album Hot von Le Sserafim am 14. März veröffentlicht würde. Mit Erscheinen des Albums mit dem gleichnamigen Titelsong wurde am 14. März auch das Musikvideo Hot auf YouTube veröffentlicht. Die englische Version von Hot und das zugehörige Musikvideo erschienen am 17. März. Mit der Veröffentlichung eines Posters am 28. Februar gab die Girlgroup ihre erste Welttournee „Easy Crazy Hot“ bekannt. Die Konzerttour begann am 19. und 20. April in Incheon, ging weiter am 6. und 7. Mai in Nagoya, am 13. und 14. Mai in Osaka, am 7. und 8. Juni in Kitakyūshū, am 12., 14. und 15. Juni in Saitama und ist bis September 2025 geplant.
Am 24. April wurde angekündigt, dass die Gruppe am 24. Juni ihre vierte japanische Single Different veröffentlichen würde. Das Musikvideo Different wurde vorab am 8. Juni auf YouTube veröffentlicht, am 22. Juni das Performance-Video Different.

## Mitglieder
| Name                 | Geburtsname               | Geburtstag (Alter)     | Geburtsort | Position                 |
| -------------------- | ------------------------- | ---------------------- | ---------- | ------------------------ |
| Kim Chaewon 김채원   | Kim Chae-won 김채원       | 1. August 2000 (25)    | Seoul      | Team leader Vocal, Dance |
| Sakura 사쿠라        | Miyawaki Sakura 宮脇 咲良 | 19. März 1998 (27)     | Kagoshima  | Vocal, Dance, Rap        |
| Huh Yunjin 허윤진    | Huh Yun-jin 허윤진        | 8. Oktober 2001 (23)   | Seoul      | Vocal, Rap               |
| Kazuha 카즈하        | Nakamura Kazuha 中村 一葉 | 9. August 2003 (22)    | Kōchi      | Sub Vocal, Dance, Rap    |
| Hong Eunchae 홍은채  | Hong Eun-chae 홍은채      | 10. November 2006 (18) | Miryang    | Vocal, Lead Dance        |
| Ehemalige Mitglieder |                           |                        |            |                          |
| Kim Garam 김가람     | Kim Ga-ram 김가람         | 16. November 2005 (19) | Sangju     | Vocal, Rap               |

## Fanclub
Fearnot (koreanisch 피어나) ist der offizielle Name des Fanclubs von Le Sserafim. Die offizielle Fanclub-Farbe ist definiert als  Fearless Blue.
Die Mitgliedschaft im Fanclub gilt ca. ein Jahr und ist kostenpflichtig. Der Fanclub wird auf der Fan-Plattform Weverse gehostet. Am 25. Oktober 2024 hatte Fearnot 2,8 Millionen Mitglieder, am 16. April 2025 waren es 3,2 Millionen Mitglieder, am 18. Juni 2025 waren es 3,4 Millionen Mitglieder.

## Diskografie

### Studioalben
| Jahr | Titel Musiklabel                         | Höchstplatzierung, Gesamtwochen, AuszeichnungChartplatzierungen (Jahr, Titel, Musiklabel, Platzierungen, Wochen, Auszeichnungen, Anmerkungen) | Höchstplatzierung, Gesamtwochen, AuszeichnungChartplatzierungen (Jahr, Titel, Musiklabel, Platzierungen, Wochen, Auszeichnungen, Anmerkungen) | Höchstplatzierung, Gesamtwochen, AuszeichnungChartplatzierungen (Jahr, Titel, Musiklabel, Platzierungen, Wochen, Auszeichnungen, Anmerkungen) | Höchstplatzierung, Gesamtwochen, AuszeichnungChartplatzierungen (Jahr, Titel, Musiklabel, Platzierungen, Wochen, Auszeichnungen, Anmerkungen) | Höchstplatzierung, Gesamtwochen, AuszeichnungChartplatzierungen (Jahr, Titel, Musiklabel, Platzierungen, Wochen, Auszeichnungen, Anmerkungen) | Höchstplatzierung, Gesamtwochen, AuszeichnungChartplatzierungen (Jahr, Titel, Musiklabel, Platzierungen, Wochen, Auszeichnungen, Anmerkungen) | Anmerkungen                                             |
| Jahr | Titel Musiklabel                         | KR | JP | DE | AT | CH | US | Anmerkungen                                             |
| ---- | ---------------------------------------- | --- | --- | --- | --- | --- | --- | ------------------------------------------------------- |
| 2023 | Unforgiven Source Music, YG Plus, Geffen | KR1 Diamant · (30 Wo.)KR | JP— GoldJP | DE22 (5 Wo.)DE | AT43 (2 Wo.)AT | CH81 (1 Wo.)CH | US6 (8 Wo.)US | Erstveröffentlichung: 1. Mai 2023 Verkäufe: + 1.100.000 |

### EPs
| Jahr | Titel Musiklabel                          | Höchstplatzierung, Gesamtwochen, AuszeichnungChartplatzierungen (Jahr, Titel, Musiklabel, Platzierungen, Wochen, Auszeichnungen, Anmerkungen) | Höchstplatzierung, Gesamtwochen, AuszeichnungChartplatzierungen (Jahr, Titel, Musiklabel, Platzierungen, Wochen, Auszeichnungen, Anmerkungen) | Höchstplatzierung, Gesamtwochen, AuszeichnungChartplatzierungen (Jahr, Titel, Musiklabel, Platzierungen, Wochen, Auszeichnungen, Anmerkungen) | Höchstplatzierung, Gesamtwochen, AuszeichnungChartplatzierungen (Jahr, Titel, Musiklabel, Platzierungen, Wochen, Auszeichnungen, Anmerkungen) | Höchstplatzierung, Gesamtwochen, AuszeichnungChartplatzierungen (Jahr, Titel, Musiklabel, Platzierungen, Wochen, Auszeichnungen, Anmerkungen) | Höchstplatzierung, Gesamtwochen, AuszeichnungChartplatzierungen (Jahr, Titel, Musiklabel, Platzierungen, Wochen, Auszeichnungen, Anmerkungen) | Anmerkungen                                                  |
| Jahr | Titel Musiklabel                          | KR | JP | DE | AT | CH | US | Anmerkungen                                                  |
| ---- | ----------------------------------------- | --- | --- | --- | --- | --- | --- | ------------------------------------------------------------ |
| 2022 | Fearless Source Music, YG Plus            | KR2 ×2Doppelplatin · (69 Wo.)KR | — | — | — | — | — | Erstveröffentlichung: 2. Mai 2022 Verkäufe: + 500.000        |
| 2022 | Antifragile Source Music, YG Plus, Geffen | KR2 Diamant · (71 Wo.)KR | — | DE37 (2 Wo.)DE | AT31 (2 Wo.)AT | CH15 (3 Wo.)CH | US14 (2 Wo.)US | Erstveröffentlichung: 17. Oktober 2022 Verkäufe: + 750.000   |
| 2024 | Easy Source Music, YG Plus, Geffen        | KR1 Diamant · (10 Wo.)KR | JP— GoldJP | DE75 (1 Wo.)DE | — | — | US8 (5 Wo.)US | Erstveröffentlichung: 19. Februar 2024 Verkäufe: + 1.100.000 |
| 2024 | Crazy Source Music, YG Plus, Geffen       | KR2 ×3Dreifachplatin · (9 Wo.)KR | JP— GoldJP | DE25 (2 Wo.)DE | AT28 (1 Wo.)AT | — | US7 (4 Wo.)US | Erstveröffentlichung: 30. August 2024 Verkäufe: + 850.000    |
| 2025 | Hot Source Music, YG Plus, Geffen         | KR1 ×2Doppelplatin · (6 Wo.)KR | JP— GoldJP | — | AT33 (1 Wo.)AT | CH75 (1 Wo.)CH | US9 (2 Wo.)US | Erstveröffentlichung: 14. März 2025 Verkäufe: + 600.000      |

### Singles
| Jahr | Titel Album                                                                          | Höchstplatzierung, Gesamtwochen, AuszeichnungChartplatzierungen (Jahr, Titel, Album, Platzierungen, Wochen, Auszeichnungen, Anmerkungen) | Höchstplatzierung, Gesamtwochen, AuszeichnungChartplatzierungen (Jahr, Titel, Album, Platzierungen, Wochen, Auszeichnungen, Anmerkungen) | Höchstplatzierung, Gesamtwochen, AuszeichnungChartplatzierungen (Jahr, Titel, Album, Platzierungen, Wochen, Auszeichnungen, Anmerkungen) | Höchstplatzierung, Gesamtwochen, AuszeichnungChartplatzierungen (Jahr, Titel, Album, Platzierungen, Wochen, Auszeichnungen, Anmerkungen) | Anmerkungen                                           |
| Jahr | Titel Album                                                                          | KR | JP | UK | US | Anmerkungen                                           |
| ---- | ------------------------------------------------------------------------------------ | --- | --- | --- | --- | ----------------------------------------------------- |
| 2022 | Fearless                                                                             | KR9 Platin (Streaming) · (68 Wo.)KR | JP1 ×2Doppelplatin + Platin (Streaming) · (66 Wo.)JP                                                                                     | — | — | Erstveröffentlichung: 2. Mai 2022 Verkäufe: + 500.000 |
| 2022 | Antifragile                                                                          | KR2 ×2Doppelplatin (Streaming) · (73 Wo.)KR                                                                                              | JP— Platin (Streaming)JP | — | — | Erstveröffentlichung: 17. Oktober 2022                |
| 2023 | Unforgiven                                                                           | KR2 (49 Wo.)KR | JP2 Platin + Platin (Streaming) · (81 Wo.)JP                                                                                             | — | — | Erstveröffentlichung: 1. Mai 2023                     |
| 2023 | Eve, Psyche & the Bluebeard’s Wife (이브, 프시케 그리고 푸른 수염의 아내) Unforgiven | KR2 (52 Wo.)KR | JP— Platin (Streaming)JP | — | — | Erstveröffentlichung: 23. Mai 2023                    |
| 2023 | Perfect Night –                                                                      | KR1 (53 Wo.)KR | JP— Platin (Streaming)JP | — | — | Erstveröffentlichung: 27. Oktober 2023                |
| 2024 | Easy                                                                                 | KR3 (28 Wo.)KR | JP— Gold (Streaming)JP | — | US99 (1 Wo.)US | Erstveröffentlichung: 19. Februar 2024                |
| 2024 | Smart Easy                                                                           | KR8 (21 Wo.)KR | JP— Gold (Streaming)JP | — | — | Erstveröffentlichung: 5. März 2024                    |
| 2024 | Crazy                                                                                | KR22 (13 Wo.)KR | JP2 Gold + Gold (Streaming) · (13 Wo.)JP                                                                                                 | UK83 (2 Wo.)UK | US76 (2 Wo.)US | Erstveröffentlichung: 30. August 2024                 |
| 2025 | Hot                                                                                  | KR9 (… Wo.)KR | — | — | — | Erstveröffentlichung: 14. März 2025                   |
| 2025 | Different –                                                                          | — | JP— GoldJP | — | — | Erstveröffentlichung: 24. Juni 2025                   |

## Musikvideos
| Titel              | Veröffentlichung  |
| ------------------ | ----------------- |
| Fearless           | 2. Mai 2022       |
| Antifragile        | 17. Oktober 2022  |
| Unforgiven         | 1. Mai 2023       |
| Perfect Night      | 27. Oktober 2023  |
| Easy               | 19. Februar 2024  |
| Smart              | 5. März 2024      |
| Crazy              | 30. August 2024   |
| Star Signs         | 12. November 2024 |
| Hot                | 14. März 2025     |
| Hot (English ver.) | 17. März 2025     |
| Different          | 8. Juni 2025      |

## Auszeichnungen

### Preisverleihungen
2022
- Asia Artist Awards[77]
  - Best Musician Award
  - Rookie of the Year (Music)
- K Global Heart Dream Awards[78]
  - Best Music Video Award
  - Super Rookie Award
- MAMA Awards – Favorite New Artist[79]
- Melon Music Awards[80]
  - Best Female Performance
  - Hot Trend Award
- The Fact Music Awards – Next Leader Award[81]

2023
- Asian Pop Music Awards – Top 20 Songs of the Year für „Unforgiven“[82]
- Circle Chart Music Awards
  - Artist of the Year (Digital Music - Mai 2022) für „Fearless“[83]
  - Artist of the Year (Digital Music - October 2022) für „Antifragile“[84]
- Golden Disc Awards – Rookie Artist of the Year[85]
- K Global Heart Dream Awards – Best Music Award[86]
- Korea First Brand Awards – Rookie Female Idol[87]
- MAMA Awards – Favorite Dance Performance Award[88]
- Melon Music Awards[89]
  - Top 10 Artist
  - Millions Top 10 Artist für „Unforgiven“
- Seoul Music Awards – Rookie of the Year[90]

2024
- Asia Artist Awards[91]
  - Best Artist Award – Music
  - Best Music Video für „Crazy“
  - Performance of the Year (Daesang)
- Asian Pop Music Awards[92]
  - Record of the Year für „Easy“
  - Top 20 Songs of the Year für „Easy“
- Circle Chart Music Awards[93]
  - Artist of the Year (Digital Music) für „Unforgiven“
  - Artist of the Year (Streaming Unique Listeners) für „Unforgiven“
- Golden Disc Awards[94]
  - Best Album Bonsang für „Unforgiven“
  - Best Digital Song Bonsang für „Unforgiven“
- Hanteo Music Awards – Artist of the Year Bonsang[95]
- MTV Video Music Awards – Performance of the Year für „Easy“[96]

2025
- Golden Disc Awards[97][98]
  - Best Group
  - Most Popular Artist – Female
- Hanteo Music Awards – Artist of the Year (Bonsang)[99]